# Sibur Arena
El Sibur Arena (en ruso: Сибур Арена) es un recinto deportivo interior que está ubicado en el Distrito de Petrogradsky, San Petersburgo, Rusia. El pabellón puede ser utilizado para baloncesto, voleibol, balonmano, futsal, tenis, y eventos de diversión. La capacidad de asistentes sentados es 7.120. El recinto también tiene 13 espacios VIP, los cuales pueden acomodar un total de hasta 390 personas.

## Historia
La construcción del Sibur Arena empezó en junio de 2010, y el recinto fue oficialmente inaugurado el 11 de septiembre de 2013. El club de baloncesto ruso BC Kondrashin Belov, utilizó el pabellón como su local, mientras disputaba partidos de la liga VTB y de EuroCup durante la temporada 2013-14. El club de baloncesto ruso BC Zenit Santo Petersburg, se trasladó al recinto para utilizarlo como local en la liga VTB, en partidos de EuroCup y partidos de Euroliga para la temporada 2019-20.